# Douglas Royal FC
Douglas Royal FC is een voetbalclub uit Douglas, de hoofdstad van het eiland Man.

## Erelijst

### Beker
- Hospital Cup: 2004-05

## Stadion
Het stadion van Douglas Royal FC is het Nobles Park, dezelfde plek waar ook Douglas and District FC en Corinthians AFC ook hun thuiswedstrijden spelen. De capaciteit van het veld is niet bekend.